# Galeus eastmani
Espèce
Synonymes
- Pristiurus eastmani Jordan & Snyder, 1904

Statut de conservation UICN

 LC  : Préoccupation mineure
Galeus eastmani est une espèce de requin de la famille des Scyliorhinidae.

## Distribution

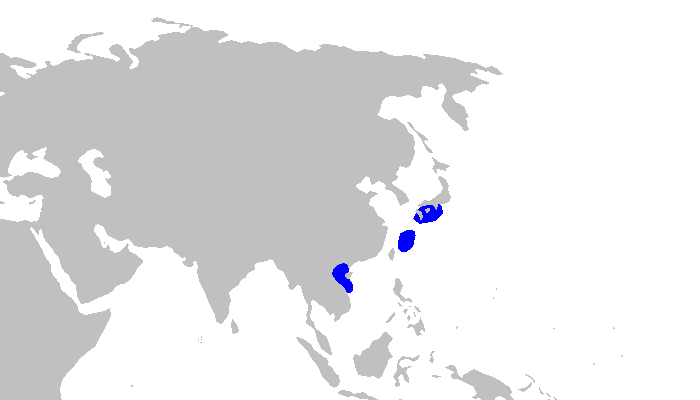
Aire de répartition de Galeus eastmani.

Cette espèce se rencontre dans le nord-ouest du Pacifique le long des côtes du Japon, du Viêt Nam et dans la mer de Chine orientale.

## Description
Galeus eastmani mesure au maximum 50 cm.

## Publication originale
- Jordan & Snyder, 1904 : On a collection of fishes made by Mr Alan Duston in the deep waters of Japan. Smithsonian Miscellaneous Collections, vol. 45, p. 230-240 (texte intégral).